# Vilar (Folgoso de Caurel)
Vilar es una aldea española situada en la parroquia de Villamor, del municipio de Folgoso de Caurel, en la provincia de Lugo, Galicia.

## Historia
El 17 de julio de 2022 un incendio forestal originado por una tormenta eléctrica días antes arrasó la aldea, ardiendo trece de las quince casas de la localidad y todo su souto de castaños centenario.

## Demografía
| Gráfica de evolución demográfica de Vilar entre 2000 y 2019 |
|                                                             |
| Datos según el nomenclátor publicado por el INE.            |